# Noordrijns voetbalkampioenschap
Het Noordrijns voetbalkampioenschap (Duits: Fußballmeisterschaft von Nordrhein of Rheinischer Nordkreis) was van 1902 tot 1920 een van de regionale voetbalcompetities van de West-Duitse voetbalbond.

## Geschiedenis
De competitie begon in 1902 als Nederrijns kampioenschap. Er waren toen nog maar drie competities bij de West-Duitse bond. In 1906 waren er dat al zes en toen werd besloten om de naam te wijzigen in Noordrijn omdat er ook een competitie Zuidrijn was. In 1909 werd de Zehnerliga opgericht met daaruit de beste clubs uit Noordrijn, Zuidrijn en Ruhr. De drie competitie bleven wel nog bestaan. Voor het seizoen 1909/10 ging de Noordrijnse competitie samen met die van Ruhr, en een jaar later met de Bergse. Vanaf 1911 werd de Bergse competitie volledig geïntegreerd in de competitie van Noordrijn.
Vanaf 1920 werd de competitie ondergebracht in een overkoepelende Rijncompetitie.

## Erelijst
- 1903 FC 1894 München-Gladbach
- 1904 Düsseldorfer FC 1899
- 1905 FC 1894 München-Gladbach
- 1906 FC Viktoria Ratingen
- 1907 Düsseldorfer FC 1899
- 1908 FC 1894 München-Gladbach
- 1909 FC 1894 München-Gladbach
- 1910 FC Union 05 Düsseldorf
- 1911 BV Barmen
- 1912 Essener SV 1899 (N)
- 1912 Cronenberger SC 02 (Z)

- 1913 VfvB Ruhrort 1900 (N)
- 1913 FC Solingen 95 (Z)
- 1914 Düsseldorfer SV 04
- 1915 Regionale kampioenschappen
- 1916 Regionale kampioenschappen
- 1917 Regionale kampioenschappen
- 1918 Regionale kampioenschappen
- 1919 Regionale kampioenschappen
- 1920 Duisburger SpV